# 스냅드래곤 스타디움
스냅드래곤 스타디움(Snapdragon Stadium)은 미국 캘리포니아주 샌디에고의 샌디에고 주립 대학교에 위치한 다목적 경기장으로 대학 내 미식 축구팀인 샌디에고 스테이트 아즈텍스, 내셔널 위민스 사커 리그 샌디에고 웨이브, 메이저 리그 사커 샌디에고 FC의 홈 경기장으로 사용되고 있으며 1967년에 개장한 이후 2021년에 철거된 샌디에고 스타디움과 인접하여 지어졌다.